# Stobreč
Stobreč is een plaats in de gemeente Split in de Kroatische provincie Split-Dalmatië. De plaats telt 5.837 inwoners (2001).